# Hrabia Cabarrus

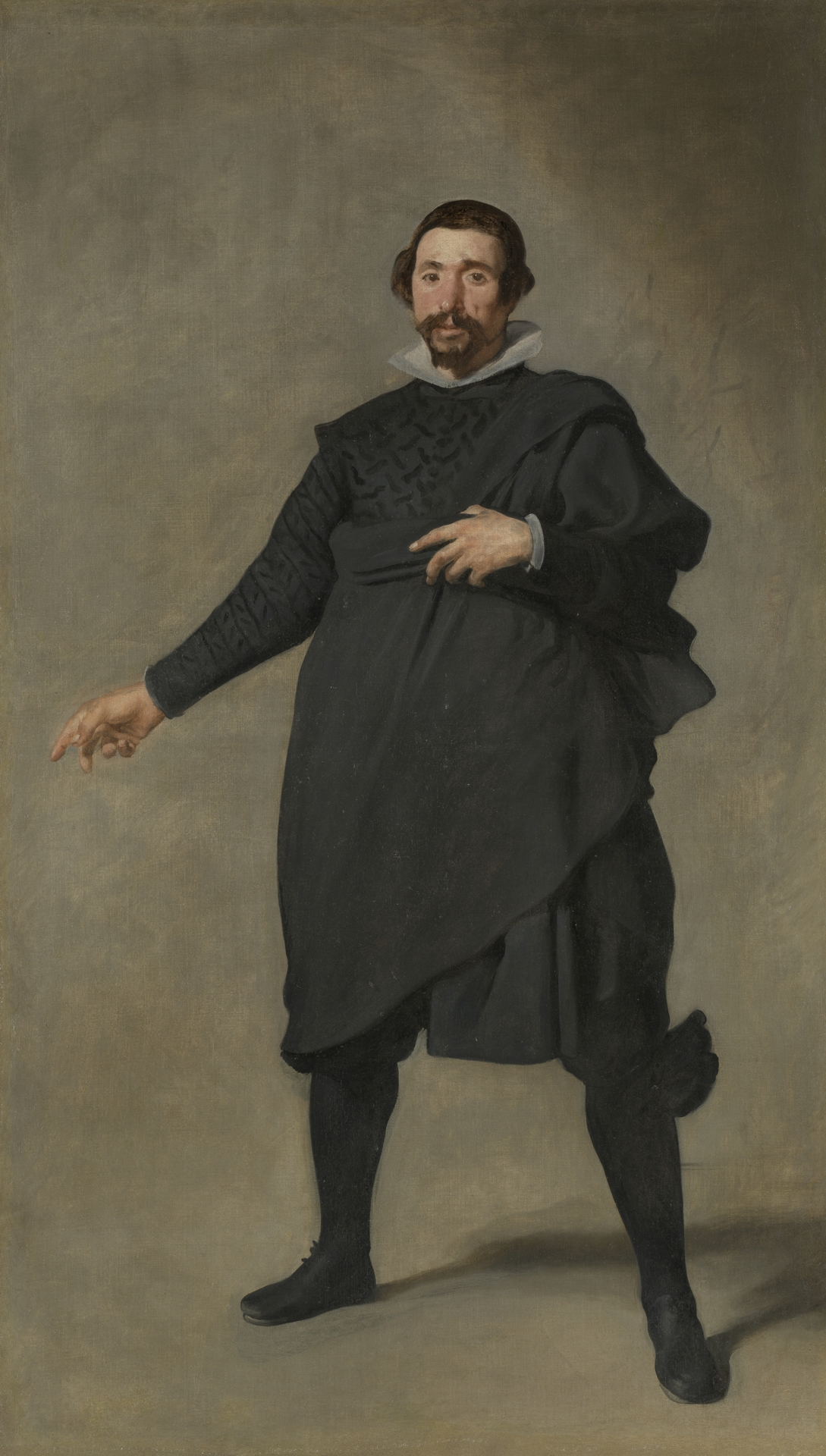
Pablo z Valladolid, obraz Velázqueza, którym inspirował się Goya

Hrabia Cabarrus (hiszp. El conde de Cabarrús) – obraz olejny hiszpańskiego malarza Francisca Goi (1746–1828). Jeden z sześciu portretów dygnitarzy namalowanych przez artystę na zlecenie nowo powstałego Banku Narodowego San Carlos.

## Okoliczności powstania
W latach 1780. kariera Goi jako portrecisty madryckiej arystokracji nabierała tempa. Był wówczas związany z dworem Karola III, a wkrótce miał otrzymać stanowisko nadwornego malarza. Znajomość artysty z Ceánem Bermúdezem zaowocowała ważnym zamówieniem na portrety dygnitarzy powstałego w 1782 Banku Narodowego San Carlos, instytucji finansowej poprzedzającej obecny Bank Hiszpanii. Ceán Bermúdez był sekretarzem banku, a jednocześnie historykiem i kolekcjonerem sztuki, z Goyą łączyła go długoletnia przyjaźń. Za jego wstawiennictwem sześciu z ośmiu bankowych dygnitarzy wybrało Goyę na swojego portrecistę. Obrazy były przeznaczone do dekoracji głównej sali zebrań. W latach 1785–1788 powstały kolejno portrety José de Toro y Zambrano, króla Karola III, Francisca Javiera de Larumbe, markiza de Tolosa, hrabiego de Altamira, i jako ostatni portret Francisca Cabarrusa. Za ten ostatni Goya otrzymał wysokie wynagrodzenie 4500 reali de vellón (wypłacone 28 kwietnia 1788), co świadczyło o jego rosnącej sławie.

## Francisco Cabarrús
Francisco Cabarrús (1752–1810) był człowiekiem oświecenia o pochodzeniu francusko-baskijskim, naturalizowanym w Hiszpanii. Jako utalentowany polityk i finansista zajmował ważne stanowiska pod rządami Karola III, Karola IV, Manuela Godoya i Józefa Bonapartego. Odegrał decydującą rolę w założeniu Banku Narodowego San Carlos i Królewskiej Kompanii Filipin; obie inicjatywy znacząco wpłynęły na ekonomiczny rozwój kraju. Po wybuchu rewolucji francuskiej polityczna kariera Cabarrusa została złamana, był prześladowany przez inkwizycję, lata 1790–1792 spędził w więzieniu. Został zrehabilitowany przez Manuela Godoya, lecz wcześniejsza dyskredytacja była dla niego poważnym ciosem. W czasie wojny niepodległościowej początkowo popierał generała Palafoxa, obrońcę Saragossy, jednak później współpracował z rządem Józefa Bonapartego.

## Opis obrazu
Cabarrus został przedstawiony w pełnej postaci, z jedną ręką wsuniętą między poły kamizelki, podczas gdy drugą wykonuje energiczny gest. Jest to gest skierowany do publiczności, w ten sposób Goya nawiązuje do krasomówczego talentu Cabarrusa, z którego słynął. Kompozycja została przez malarza zaczerpnięta z portretu Pabla z Valladolid Velázqueza, mistrza Goi. Obie postaci znajdują się w nieokreślonej przestrzeni, na cieniowanym, monochromatycznym tle. Oryginalna postawa na obrazie hrabiego wyróżniała go spośród pozostałych portretów bankowych dygnitarzy, przez co Goya podkreślił jego decydującą rolę w założeniu instytucji.
Przyszły hrabia de Cabarrus ma na sobie elegancki i kosztowny strój. Składają się na niego obszyty futrem kaftan, kamizelka i spodnie z zielono-żółtego jedwabiu, biała koszula z żabotem, jedwabne pończochy i czarne buty z dużymi klamerkami. Peruka, trikorn, buty i łańcuszek zegarka wiszący u kamizelki to elementy stroju wskazujące na jego wysoką pozycję. Rozświetlona twarz jest głównym elementem kompozycji; Goya zwraca uwagę na inteligencję modela oraz jego śmiały i przenikliwy charakter.
Sposób przedstawienia postaci i niektóre elementy portretu, takie jak trudne do malowania ręce, znacznie wpływały na cenę obrazu. Z tego powodu na licznych portretach pędzla Goi ręce modeli są ukryte w połach kamizelki, za plecami modela, lub w inny sposób.

## Proweniencja
Obrazy namalowane przez Goyę dla Narodowego Banku San Carlos zostały razem z całą instytucją przejęte przez jej następcę – Bank Hiszpanii, gdzie obecnie się znajdują. Cała seria portretów dygnitarzy bankowych była przez wiele lat zapomniana. Obrazy zdeponowane w rzadko używanym pomieszczeniu w dawnej siedzibie banku przy ulicy Atocha (obecnie Departament Długu Publicznego) odnalazł jego prezes, Francisco Belda. Zlecił on analizę bankowej księgowości, gdzie odnaleziono rejestr należności wypłaconych Goi kolejno za wszystkie sześć obrazów. Księgi te pomogły w udokumentowaniu i datowaniu portretów, które udostępniono publiczności po raz pierwszy w 1900, na wystawie poświęconej Goi.